# Zifu Rubao
Zifu Rubao (chiń. upr. 资福如宝; pinyin Zīfū Rúbăo, kor. 자복여보 Jabok Yebo, jap. Shifuku Nyohō, wiet. Tư Phúc Như Bảo; ur. 890, zm. 960) – chiński mistrz chan ze szkoły guiyang. Był mistrzem czwartej generacji szkoły i jest uważany za czwartego jej patriarchę.

## Życiorys
Po śnie jego matki, w którym Bodhidharma przyszedł do jej domu z Indii, rodzice byli przekonani, że syn zostanie mnichem. Bardzo wcześnie posłali go zatem do klasztoru Zifu.
Został uczniem i spadkobiercą Dharmy mistrza chan Xity Guangmu. Nauczał w klasztorze Zifu w Jinzhou. Zasłynął z krótkich, zwykle składających się z jednego słowa odpowiedzi na pytania. Jeśli musiał powiedzieć coś więcej, starał się mówić jak najprościej.
Mnich spytał: „Jakie zdanie jest zgodne z wielkim działaniem?”
Zifu milczał.
Mnich spytał: „Co jest zasadniczą tajemnicą?”
Zifu powiedział: „Zamknij te drzwi.”
Mnich spytał: „Luzu patrzył w ścianę. Co to znaczy?”
Zifu powiedział: „On nigdy nie został wmieszany.”
Mnich spytał: „Jaki jest styl domu mistrza?”
Zifu powiedział: „Po ryżu, trzy filiżanki herbaty.”
Pewnego dnia trzymając poduszkę do siedzenia w medytacji nad głową, spytał uczniów „Co powiecie o tym?”. Ponieważ wszyscy milczeli, opuścił poduszkę i usiadł na niej.
Miał czterech spadkobierców Dharmy.
Mistrz chan Zifu pojawia się w gong’anach 33 i 91 w Biyan lu oraz 25 w Congrong lu.

## Linia przekazu Dharmy zen
Pierwsza liczba oznacza liczbę pokoleń mistrzów od 1 Patriarchy indyjskiego Mahakaśjapy.
Druga liczba oznacza liczbę pokoleń od 28/1 Bodhidharmy, 28 Patriarchy Indii i 1 Patriarchy Chin.
Trzecia liczba oznacza początek nowej linii przekazu w danym kraju.
- 36/9. Baizhang Huaihai (720–814)
  - 37/10. Guishan Lingyou (771–853) szkoła guiyang
    - 38/11. Liu Tiemo (bd) mistrzyni chan
    - 38/11.Yangshan Huiji (814–890)
      - 39/12. Wuzhu Wenxi (821–900)
      - 39/12. Miaoxin (bd) mistrzyni chan
      - 39/12. Hangzou Wenxi (bd)
      - 39/12. Xita Guangmu (Yangshan) (bd)
        - 40/13. Zifu Rubao (890-960)
          - 41/14. Guizhen Deshao (bd)
            - 42/15. Sanjiao Zhiqian (bd)
              - 43/16. Xingyang Ciduo (bd)
                - 44/17. Deqing Yanche (Xuyun; 1840-1959) odnowiciel wszystkich pięciu szkół chan
                  - 45/18. Xuanhua

      - 39/13/1. Wŏnnang Taet'ong (816–883) szkoła sŏngju – Korea
      - 39/12/1. Sunji Korea
      - 39/12. Nanta Guangyong (840–938)
        - 40/13. Bajiao Huiqing (bd) koreański mistrz działający w Chinach
          - 41/14. Xingyang Qingrang (bd)